# Zbigniew Niciński
Zbigniew Niciński (ur. 29 listopada 1957 w Łodzi) – filmowiec polski, montażysta.
W latach 1979–1983 studiował na Wydziale Filmowym i Telewizyjnym Akademii Sztuk Pięknych w Pradze. Pracował w wielu wytwórniach filmowych, a także w Telewizji Polskiej i Krajowej Telewizji Kablowej ATV. Od 2001 do 2010 wykładał na Wydziale Radia i Telewizji Uniwersytetu Śląskiego. W 2003 był w gronie założycieli Polskiej Akademii Filmowej, zasiadał również w jury Polskich Nagród Filmowych – Orłów. Od 2010 roku pracuje w Warszawskiej Szkole Filmowej. W 2014 roku uzyskał stopień doktora sztuk filmowych na Wydziale Radia i Telewizji Uniwersytetu Śląskiego w Katowicach
Ma w dorobku montaż filmów fabularnych, m.in. Kramarz, Ucieczka z kina „Wolność”, Kroll, Psy, Dwa księżyce, Wow, To nie tak jak myślisz, kotku, Śniadanie do łóżka, Pokaż kotku, co masz w środku, Podejrzani zakochani, Dzień dobry, kocham cię. Za Psy otrzymał nagrodę na Festiwalu Polskich Filmów Fabularnych w Gdyni w 1992, rok wcześniej był nominowany do nagrody na tym festiwalu za film Kroll. W 2016 został odznaczony Brązowym Medalem „Zasłużony Kulturze Gloria Artis”.